# Лоренцо Тьєполо
Лоренцо Тьєполо (італ. Lorenzo Tiepolo) — 46-й венеційський дож (1268-1275).

## Біографія

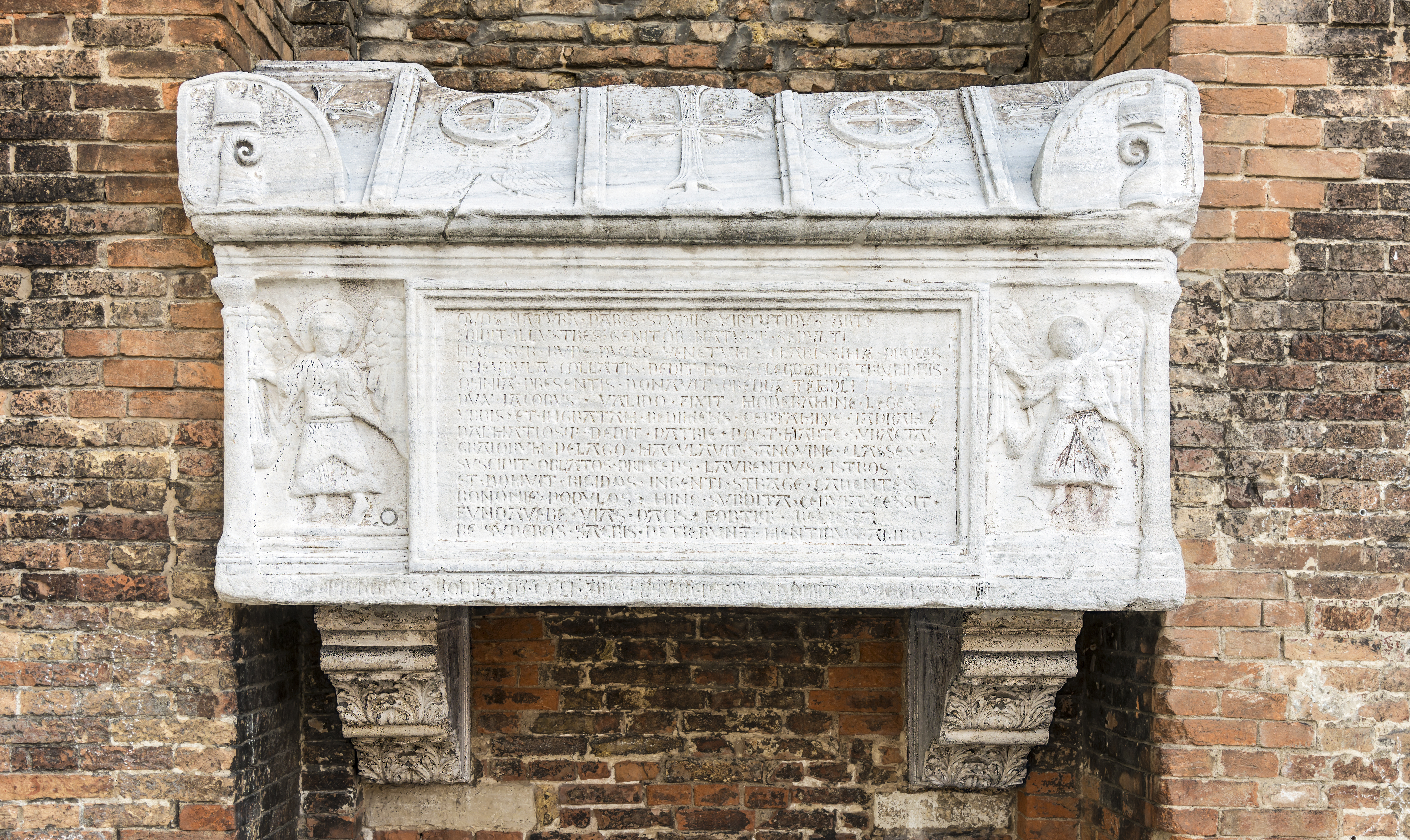
Гробниця Якопо та Лоренцо Тьєполо в соборі Санті-Джованні е Паоло.

Належав до родини торгівців, що мешкала в парафії Сан-Ермагола. Народився у Венеції у сім'ї дожа Джакопо Тьєполо і Марії Сторлато. Під час перебування батька при владі, брав активну участь у політичному житті Республіки. Вперше він згадується в жовтні 1243 року, коли був членом Малої ради. 1247 року знову стає членом цієї ради, а невдовзі після цього призначається ректором (намісником) Вельї. У 1249 року відзначився на лицарському турнірі на честь обрання дожем Реньєро Дзено.
Лоренцо Тьєполо також виявив хороші якості воєначальника, коли під час війни Святого Сави з Генуєю завдав поразки противнику в морській битві при Акрі в 1258 році. Після цьог привіз з Акрио «камінь заборони» – порфірову колону, розміщеною поруч із дзвіницею Святого Марка. 
1260 року залишив посаду ректора Вельї, оскільки острів було передано римському роду Фраджипані. 1261 року призначається капітаном Негропонте, де прийняв втікачів з Константинополя: латинського імператора Балдуїна II, латинського патріарха Панталеоне Джустініані та венеційського подесту Марко Граденіго. У 1261—1262 років намагався організувати спротив відновленню влади Візантії в Егейському морі, спираючись на наксоського герцога Марко II Санудо і Андреа Ґізі, володаря Тіноса і Міконоса, Маріно Дандоло, правителя Андроса.
У 1262 році брав участь у мирних переговорах між Венецією та Гільйомом II де Віллардуеном, князем Ахейським, за підсумками війни за евбейську спадщину. Також було утворено антивізантійський союз. Натомість Лорензо Тьєполо отримав від Гільйома II де Віллардуена у володіння на правах васалітету  острови Скопелос і Скірос.
У 1264 році, повернувшись до Венеції, він став членом Великої ради, де представляв сестьєре Сан-Поло, але невдовзі пішов у відставку, обійнявши посаду подести Падуї, яку обіймав до середини 1265 року. У 1266 році він був серйозно поранений Леонардо та Джованні Дандоло, членами ворожої родини, які зачаїли образу на рід Тьєполо з 1229 року, коли Джакопо Тьєполо, на думку членів роду Дандоло, несправедливо переміг Маріно Дандоло під час обрання дожа. Лоренцо Тьєполо вдалося вижити, і, одужавши, він обачно залишив місто, прийнявши посаду подести Фермо, де й залишався до середини 1267 року.
У 1268 році, після смерті дожа Реньєро Дзено, Лоренцо був найбільш логічним кандидатом на посаду правителя республіки. Він був обраний 23 липня 1268 25 голосами з 41. Вибір Лоренцо Тьєполо був схвально зустрінутий населення республіки, в той же час іноземні правителі без радості поставилися до призначення. Певна ворожість була виявлена до дожу також зі сторони венеційських впливових родин, яким не подобався непотизм Тьєполо, що виявлявся до своїх синів. Для протидії цьому розширено права Великої канцелярії. Всього через тиждень після вступу на посаду, уклавши мир з родом Дандоло, він ратифікував перемир'я, яке його попереднику вдалося укласти з візантійським імператором Михайлом VIII.
22 серпня 1270 року було підписано важливий мирний договір з Генуезькою республікою, який завершив війну, що тривала з 1256 року. Договір був підписаний у Кремоні та підтверджував венеційське панування в Адріатичному морі, але в Леванті було відновлено статус-кво. Водночас це дозволило дожу відправити торгівельний флот для закупівлі зерна, оскільки в Венеції вже починався голод.
Тим не менш, у тому ж році проти Венеційської республіки виступила ліга італійських міст: Болонья, Тревізо, Верона, Мантуя, Феррара, Кремона, Анкона та Реканаті. Головними причинами були розширення володінь венеціанських громадян та монастирів в Романьї, Марці, Веронській і Тревізькій марках, встановленням мит вздовж водних шляхів, що вели до Венеційської лагуни.  Після початкових невдач у 1271 році, венеційці переламали ситуацію, але уклали мирну угоду у серпні 1273 року, яка, фактично, підтвердила панування Венеції над річковою віссю. 
1271 року уклав торгівельні угоди з кілікійським королем Левоном II і хафсідським султаном Мухаммадом I, використавши складнощі останніх для отримання вигод для венеційських купців. За правління Лоренцо Тьєполо, 1273 року, до імперії Юань вирушив Марко Поло, який на своєму шляху відвідав Кілікійську Вірменію.
Захист комерційних інтересів підштовхнув дожа відмовитися від наполегливих запрошень сицилійського короля Карла I та папи римського Григорія X взяти участь у новому хрестовому поході з відвоювання Константинополя, незважаючи на те, що на Другому Ліонському соборі у 1274 році його посли підтвердили права Венеції на частку Латинської імперії. 
Дож зосередився на зміцненні становища Венеційської республіки у регіоні Венето. 1274 року вдалося зайняти Червію, важливий центр виробництва солі.
Лоренцо Тьєполо помер у Венеції 15 серпня 1275 року. Гробниця дожа знаходиться в соборі Санті-Джованні е Паоло.
Його перша дружина Маргарита (або Агнеса) була донькою ймовірно Джордже Неманича, великого жупана Зети. 1262 року оженився вдруге на Маркезіні, доньці венеційського патриція Джеремії Ґізі, сеньйора Скіфоса і Андроса. Від другого шлюбу мав синів Джакомо й П'єтро.